# أبغرمك السفلي نقارة خانة (كبغيان)
أبغرمك السفلی نقارة خانة (بالفارسية: آبگرمک سفلی نقاره‌خانه) هي قرية تقع في إيران في قسم كبغيان الريفي. يقدر عدد سكانها بـ 41 نسمة .